# Partido Realista
O Partido Realista (chinês tradicional: 宗社黨), oficialmente Sociedade para o Constitucionalismo Monárquico (chinês tradicional: 君主立憲維持會), foi um partido político monarquista e uma organização militante ativa na China durante o início da Era Republicana. Apoiados pelo Império do Japão, os seus membros procuraram restaurar a monarquia chinesa sob a Dinastia Qing, lançando insurgências e defendendo a secessão da Manchúria e da Mongólia Interior do resto da China. Embora carecesse em grande parte de uma estrutura firme e consistisse em facções pouco ligadas, o Partido Realista desempenhou um papel importante na política chinesa durante a década de 1910.

## Nomes
O Partido Realista era conhecido por uma variedade de nomes, como Partido Legalista Manchu,  Partido da Restauração,  Partido do Clã Imperial,    Partido do Clã Real,  Partido Reacionário,  Partido do Santuário Ancestral da Casa Governante,  e Partido do Culto Aisin Gioro. 

## História

### Fundação e atividades iniciais
Tendo governado a China desde o século XVII, a Dinastia Qing liderada pelos Manchus começou a desmoronar com a eclosão da Revolução Xinhai em Outubro de 1911. Os partidários obstinados de Qing recusaram-se a aceitar isso,  e "cegos à tendência inevitável" para a formação de uma república,  fundaram a "Sociedade para o Constitucionalismo Monárquico" (mais tarde conhecida como o "Partido Monarquista") em dezembro de 1911.   O objetivo da sociedade era se opor ao republicanismo, preservar a dinastia Qing como a casa governante da China,   e preparar-se para um "confronto final" com os republicanos.   Sua sede inicial era um santuário para as Oito Estandartes, e muitos de seus primeiros membros eram vassalos manchus,  bem como príncipes, cortesãos e membros do clã imperial Qing.  Seu primeiro líder foi o General da Guarda Imperial Liangbi,    enquanto outros membros notáveis incluíam Shanqi (Príncipe Su), Puwei (Príncipe Gong), General Tieliang, Duque Tsai-tse e Yü-liang. Eles venderam suas coleções de pinturas e antiguidades para arrecadar dinheiro para a resistência anti-republicana.  Na época, partes do Partido Realista defendiam a fundação de um estado separatista "Manchúria-Mongólia" para, pelo menos, preservar a monarquia no norte da China. Gungsangnorbu, um provável membro do Partido Realista da Mongólia Interior, estava arrecadando dinheiro para o movimento de independência da Mongólia em meio à Revolução Mongol de 1911. 

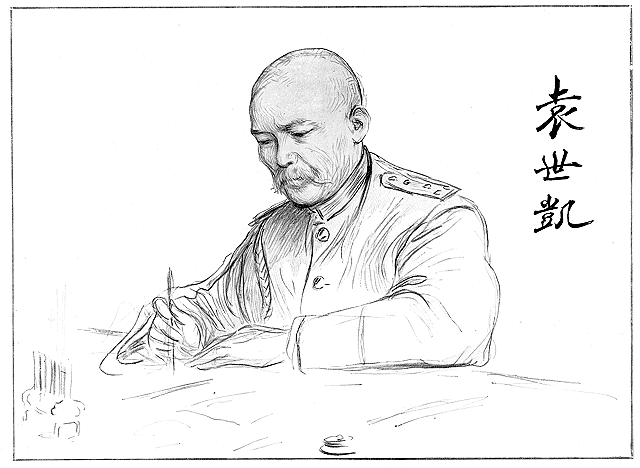
Yuan Shikai estava entre os oponentes mais importantes do Partido Realista, primeiro como rival político durante a Revolução Xinhai e mais tarde como Presidente da China.

A situação do governo imperial Qing foi cada vez mais prejudicada por reveses militares e políticos causados pelos adversários republicanos, e a República da China foi proclamada pela primeira vez no sul do país em 1 de janeiro de 1912. A corte Qing e os seus principais funcionários perceberam que a sua posição estava a tornar-se insustentável.  O assunto foi discutido entre os príncipes Qing durante uma conferência de 17 a 20 de janeiro, onde os membros do Partido Realista tomaram uma posição linha-dura contra qualquer acordo que incluísse a abolição da monarquia. Outros príncipes acreditavam que deveriam ceder aos republicanos, enquanto um grande número permanecia neutro. A conferência não chegou a nenhuma conclusão real.   Enquanto isso, Yuan Shikai, um poderoso general Qing que efetivamente controlava grande parte do exército,   pressionava por um compromisso com os republicanos.   Embora a imperatriz viúva Longyu estivesse pronta para concordar com a proposta de Yuan e abdicar, os radicais Qing se opuseram fortemente e se tornaram inimigos determinados de Yuan.  Em 23 de Janeiro, a sua situação política tinha melhorado significativamente: o General Tieliang conseguiu reunir um número significativo de oficiais Manchus para se oporem à abdicação,  enquanto o General Feng Guozhang afirmou que poderia esmagar a revolução se os monarquistas lhe pudessem fornecer somas suficientes de dinheiro, proporcionando um impulso moral aos radicais. 
O Partido Realista começou a minar Yuan e conseguiu enfraquecê-lo bastante em 25 de janeiro.  Os próprios radicais sofreram duas grandes reviravoltas em 26 de Janeiro, no entanto, quando Liangbi foi assassinado por um revolucionário republicano    e o Exército Beiyang declarou o seu apoio aos republicanos.  A corte Qing aceitou que não tinha outra opção senão a abdicação,  enquanto os membros do Partido Realista se dispersavam e fugiam para as concessões estrangeiras.   Posteriormente, o tribunal tentou cooperar plenamente com as novas autoridades, a fim de ser deixado em paz,  enquanto Yuan Shikai se tornou o primeiro presidente da China e ditador militar de facto.  

### Acumulação após a fundação da República
O Partido Realista não terminou, contudo, e os seus membros continuaram a conspirar contra a República.  Na esperança de construir uma base política,  o partido tentou angariar apoio público para a sua causa, especialmente entre os Manchus que viviam na Manchúria e em Pequim.  O restauracionismo Qing gozou de apoio genuíno no nordeste da China, especialmente devido ao fracasso do primeiro governo republicano em restaurar a estabilidade na China.  Os monarquistas recrutaram oficiais militares  e potências estrangeiras nas suas conspirações. Shanqi até ganhou apoio japonês em 1912 para a criação de um estado separatista na Mongólia Interior, onde Pu Yi poderia ser restaurado como imperador. Este empreendimento acabou falhando.  O partido também defendeu que a corte Qing fosse transferida para a Manchúria, mas esta proposta foi "reprimida" pelas autoridades republicanas. 
O ativismo contínuo do Partido Realista foi amplamente percebido como uma grave ameaça à República. Temia-se que uma guerra civil e a consequente divisão da China pudessem resultar do facto de os monarquistas se tornarem demasiado fortes.  Apesar disso, o presidente Yuan Shikai inicialmente tratou o partido de maneira branda.  Tendo deixado de lado republicanos e monarquistas, ele estava principalmente preocupado em manter seu próprio poder  e alertou a corte Qing para manter seus legalistas sob controle. Temendo que a atividade do Partido Realista pudesse causar uma intervenção estrangeira ou a revogação do tratamento favorável do tribunal, a Imperatriz Viúva Longyu ordenou a dissolução do partido em março de 1912. A sua ordem não surtiu efeito, mas convenceu as autoridades de que os monarquistas agiam sem a influência da corte.  Não tendo conseguido dissolver o Partido Realista, Yuan tentou conseqüentemente influenciá-los para o seu lado. Ele nomeou o ex-tutor de Puyi, Xu Shichang, como ministro de Estado, em um esforço para obter seu apoio. 

### Resistência militante contra a República

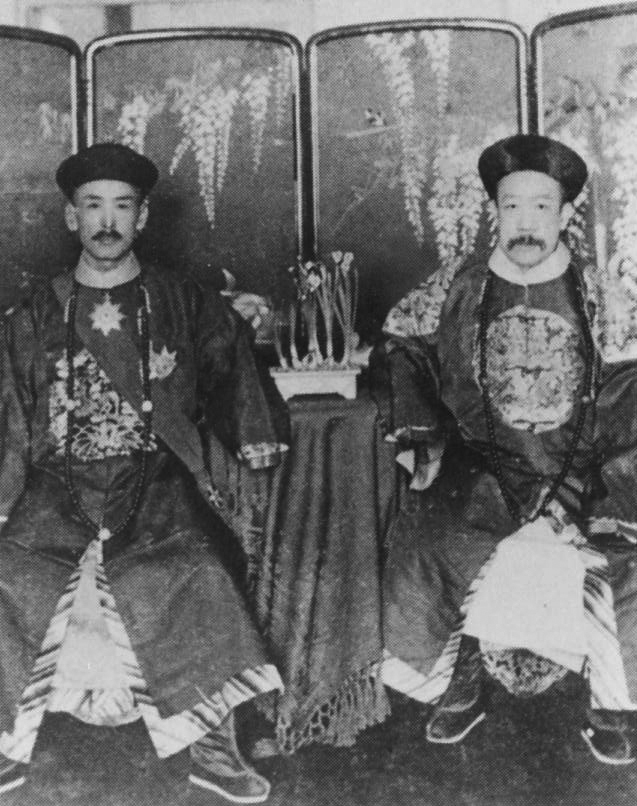
O líder do Partido Monarquista Shanqi (à direita) e seu apoiador japonês Kawashima Naniwa (à esquerda).

O partido tornou-se cada vez mais militante a partir de março de 1912, provocando distúrbios no norte da China. Tentou minar o Presidente Yuan de todas as maneiras possíveis para conseguir a restauração da monarquia.  Os membros do Partido Realista espalharam propaganda anti-republicana entre a população rural, bem como entre os nômades mongóis, e incitaram soldados insatisfeitos ao motim.   Em abril de 1912, a filial do partido em Hubei aliou-se a Bai Lang e a várias sociedades secretas. Lançou uma rebelião aberta, apelando à morte de "todos os traidores republicanos" e à restauração total da dinastia Qing.  Uma de suas ações mais notáveis foi convencer a 6ª Divisão Henan do Novo Exército a revoltar-se no condado de Luoshan em julho de 1912.  Nas províncias da Manchúria, os membros do Partido Realista começaram a recrutar e armar militantes, e até produziram cheques marcados com "Grande Império Qing". Shanqi convocou os leais a Qing para se juntarem à resistência armada. 
Yuan Shikai já havia considerado o Partido Realista uma ameaça antes dessas revoltas, também devido aos rumores de adesão de várias figuras políticas proeminentes, como Zhang Xun  ao partido.  O presidente novamente ofereceu a reconciliação e convidou vários príncipes manchus para o funeral da imperatriz viúva Longyu em Pequim, em 27 de fevereiro de 1913, "para dissipar as nuvens de suspeita" por parte do Partido Realista.  Esta postura mudou quando os seus oponentes republicanos lançaram a sua própria revolta, a "Segunda Revolução", em julho de 1913. Yuan usou a revolução como desculpa para ações drásticas contra todos os seus rivais, incluindo os monarquistas.  Ele declarou a lei marcial e fez com que a liderança do Partido Realista em Henan fosse presa e executada. Apesar disso, outras partes do partido permaneceram ativas, influenciando ainda mais a campanha de Bai Lang.  No entanto, o bandido optou por abandonar a causa monarquista em declínio no final de 1913 e alinhou-se com os republicanos anti-Yuan. 
Quando Yuan declarou a criação do seu efêmero Império da China, Shanqi tornou-se o líder do Partido Realista  e estava trabalhando com os japoneses para estabelecer movimentos separatistas na Mongólia Interior e na Manchúria.   Recebeu apoio do Exército Kwantung japonês   e de agentes (tairiku rōnin) como Kawashima Naniwa.  Em 1916, os japoneses e o Partido Realista estavam planejando uma rebelião na Manchúria, usando o exército privado de Shanqi, que consistia parcialmente de bandidos mongóis e havia invadido o norte da China até então. Os monarquistas capturariam Mukden, e depois ajudariam as forças anti-Yuan na Guerra de Proteção Nacional.  Também havia planos para cooptar o homem-forte militar da Manchúria Zhang Zuolin para este golpe,   já que Zhang já havia feito aberturas ao Partido Realista.  No entanto, Zhang nunca aderiu totalmente a esta conspiração e acabou por emitir avisos aos seus soldados de que deveriam estar atentos a ataques monarquistas.  Como resultado de dificuldades financeiras e políticas, a operação Mukden acabou por ser cancelada por Tanaka Giichi. 
As atividades do Partido Realista limitaram-se gradualmente ao Nordeste da China, e muito poucos de seus membros (entre eles Puwei  e Shen Zengjie  ) estiveram envolvidos na tentativa de Zhang Xun de restaurar à força a dinastia Qing em 1917.  Shen foi nomeado Ministro da Educação por Zhang, mas quando a restauração falhou, ele se aposentou completamente da política.  Nos anos seguintes, os membros do Partido Realista concentraram-se cada vez mais nas questões relacionadas com a Manchúria, argumentando que uma monarquia independente ali localizada poderia proporcionar melhores condições de vida à população local.  Após a invasão japonesa da Manchúria em 1931, Puwei proclamou-se chefe do movimento de independência da Manchúria e candidato a governante de Manchukuo. No entanto, os japoneses nomearam Puyi como Chefe do Executivo (mais tarde Imperador) do novo estado. 

## Ideologia

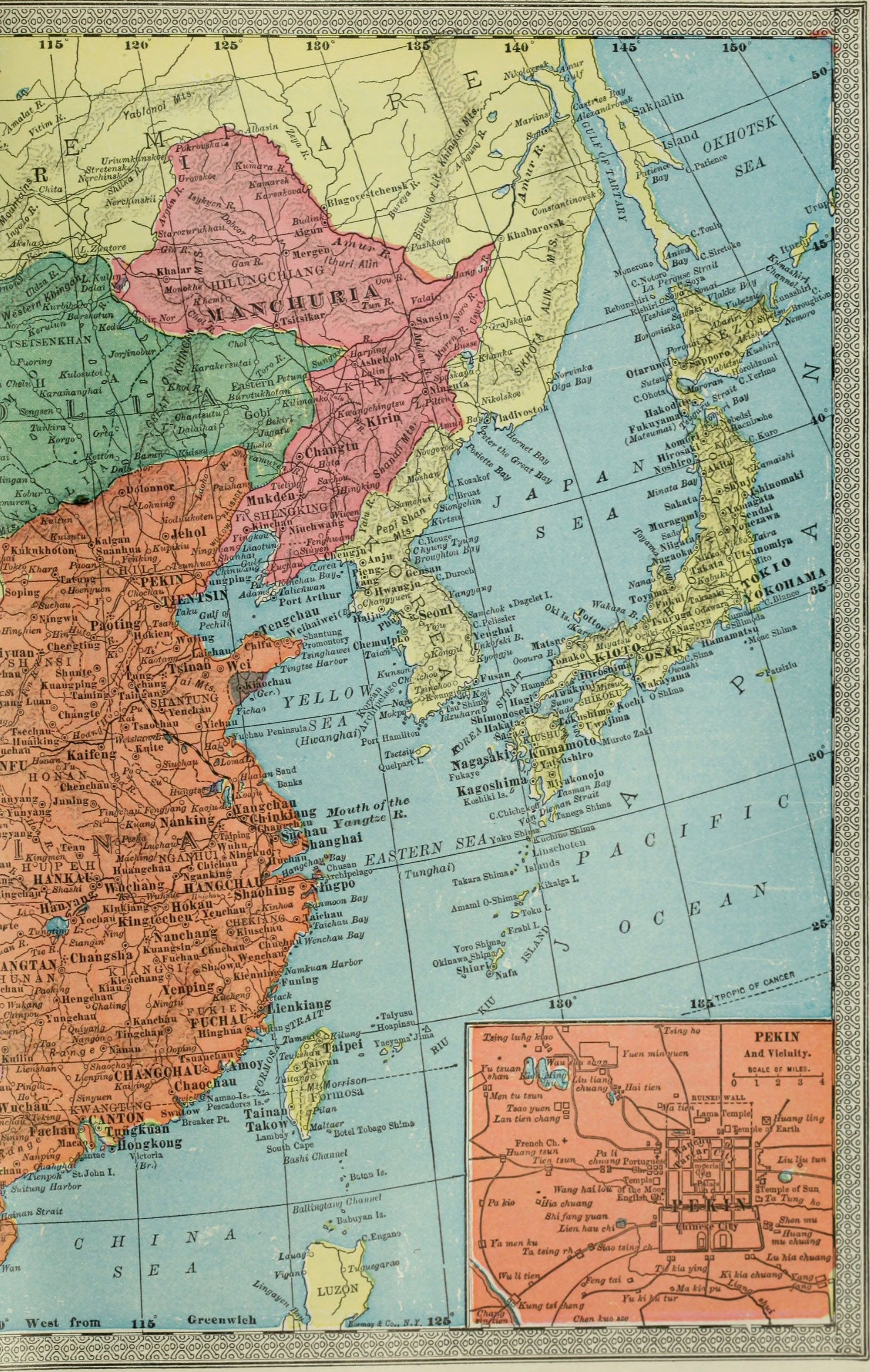
Elementos do Partido Realista apoiaram a independência da Manchúria (rosa) e da Mongólia Interior (verde), possivelmente como um estado unificado.

O objetivo oficial do Partido Realista era preservar o santuário ancestral da dinastia Qing e outras instituições religiosas,  embora na verdade tentasse proteger a monarquia,  e mais tarde visasse derrubar a República.  Os legalistas Qing geralmente acreditavam que era apenas uma questão de tempo até que o "experimento" republicano falhasse.  Em 1912, o partido estava dividido em duas facções. Embora ambos visassem a restauração da monarquia e estivessem unidos em sua oposição a Yuan Shikai, as facções divergiam em certos pontos. Os "extremistas" estavam apenas prontos a aceitar a dinastia Manchu Qing como governantes da China, enquanto os moderados acreditavam que outra dinastia chinesa Manchu ou Han também seria aceitável. 
Elementos do partido apoiaram a criação de uma Manchúria e da Mongólia Interior independentes já em dezembro de 1911,   e o separatismo ganhou mais seguidores entre os monarquistas com o passar do tempo.   Os monarquistas acreditavam que a Manchúria poderia oferecer-lhes uma base segura de onde poderiam não apenas reviver o domínio imperial, mas também se proteger de contra-ataques de republicanos de outras partes da China. Inicialmente, a população local de vassalos e mongóis também simpatizou com a sua luta.  Na década de 1910, os apelos ao separatismo ainda estavam em grande parte ligados ao conceito de "lealdade ao imperador", uma causa que encontrou mais apoio entre a população multiétnica do nordeste da China do que as ideias nacionalistas. No entanto, os conceitos nacionalistas ganharam mais tarde mais força no Partido Realista, já que muitos Manchus e vassalos sofreram discriminação na nova República.  Na década de 1930, os restauracionistas Qing enquadraram sua luta por uma Manchúria independente como uma chance de criar "um lugar melhor para os Manchus e o povo da bandeira viverem". 
Os legalistas Qing também exibiram tendências conservadoras e revisionistas, pois continuaram a usar o antigo calendário dinástico e adotaram artes tradicionais, como a poesia clássica chinesa e a caligrafia.  Um dos intelectuais mais notáveis do Partido Realista, o ex-oficial e estudioso Qing Shen Zengjie, co-fundou a Sociedade Confucionista de Xangai. 